# Joseph Gehot
Joseph Gehot (né le 7 avril 1756 à Bruxelles et mort vers 1820 aux États-Unis) est un violoniste et compositeur belge de la période classique.

## Vie
Joseph Gehot entre à l'âge de 11 ans dans la chapelle de la cour de Charles de Lorraine à Bruxelles où il est formé par Pierre Van Maldere. Il entreprend des voyages de concert qui l'emmènent, en Allemagne, en France et en Angleterre. À Londres, il publie plusieurs opus de musique de chambre et compose des opéras.
En 1792, il émigre avec d'autres musiciens de l'Opera House aux États-Unis où il se fait connaître ayant joué à Londres sous Joseph Haydn et Ignace Pleyel. En septembre 1792, on donne à New York son Overture in Twelve Movements, Expressive of a Voyage from England to America. Fin 1792, il devient violoniste au « New Theatre » à Philadelphie.